# Dropia
Dropia (antiguamente Derinchioi) es una localidad rumana de la comuna de Tortoman, en el condado de Constanța.

## Toponimia
El nombre antiguo del lugar puede encontrarse escrito como Derin-Chioi y Derinchioi. Pasó a llamarse Dropia.

## Historia
Hacia comienzos del siglo XX la localidad, que ya por entonces pertenecía al condado de Constanța, formaba parte de la comuna de Tortoman y tenía contabilizada una población de 87 habitantes, que eran mayoritariamente rumanos de Transilvania (mocani).
En la segunda mitad del siglo XX la localidad seguía formando parte de Tortoman. En el censo de 2021 la localidad tenía una población de 47 habitantes.